# Agnathodon paradoxus
Agnathodon paradoxus är en mångfotingart som beskrevs av Folkmanova och Dobroruka 1960. Agnathodon paradoxus ingår i släktet Agnathodon och familjen Dignathodontidae. Inga underarter finns listade i Catalogue of Life.